# Bronwyn Mayer
Bronwyn Mayer (Sydney, 3 de julho de 1974) é uma jogadora de polo aquático australiana, campeã olímpica.

## Carreira
Bronwyn Mayer fez parte da geração medalha de ouro em Sydney 2000.